# 이너 서클 (밴드)
이너 서클(Inner Circle)은 자메이카의 레게 밴드이다.